# Stig Kreutzfeldt (album)
Stig Kreutzfeldt er Stig Kreutzfeldts debutalbum som solist, som udkom i 1983. Kreutzfeldt producerede selv albummet i samarbejde med Kasper Winding og Thomas Brekling. Winding medvirker som musiker, og blandt andre medvirkende er Jacob Andersen (percussion), Kim Sagild (guitar), Kim Daugaard (bas) og Peter Svarre. På den efterfølgende turne', var folk som Torben Johansen (guitar) og Lars Danielsson (bas) med.

## Spor
Side et
1. "Endnu En Dag" - 4:46
2. "Står Midt I Regnen" - 4:07
3. "Du Ka' Det Hele" - 2:57
4. "Luk Mig Ind" - 3:41
5. "10.000 Øjne" - 4:36

Side to
1. "Ligesom Solen" - 4:10
2. "Kommer Du Med" - 3:45
3. "Alt Hvad Vi Forstår" - 1:58
4. "Gør Hvad Jeg Vil" - 3:38
5. "Oktober Tanker" - 3:11
6. "Sammen Flyver Vi Væk" - 3:17